# George Edmund Street

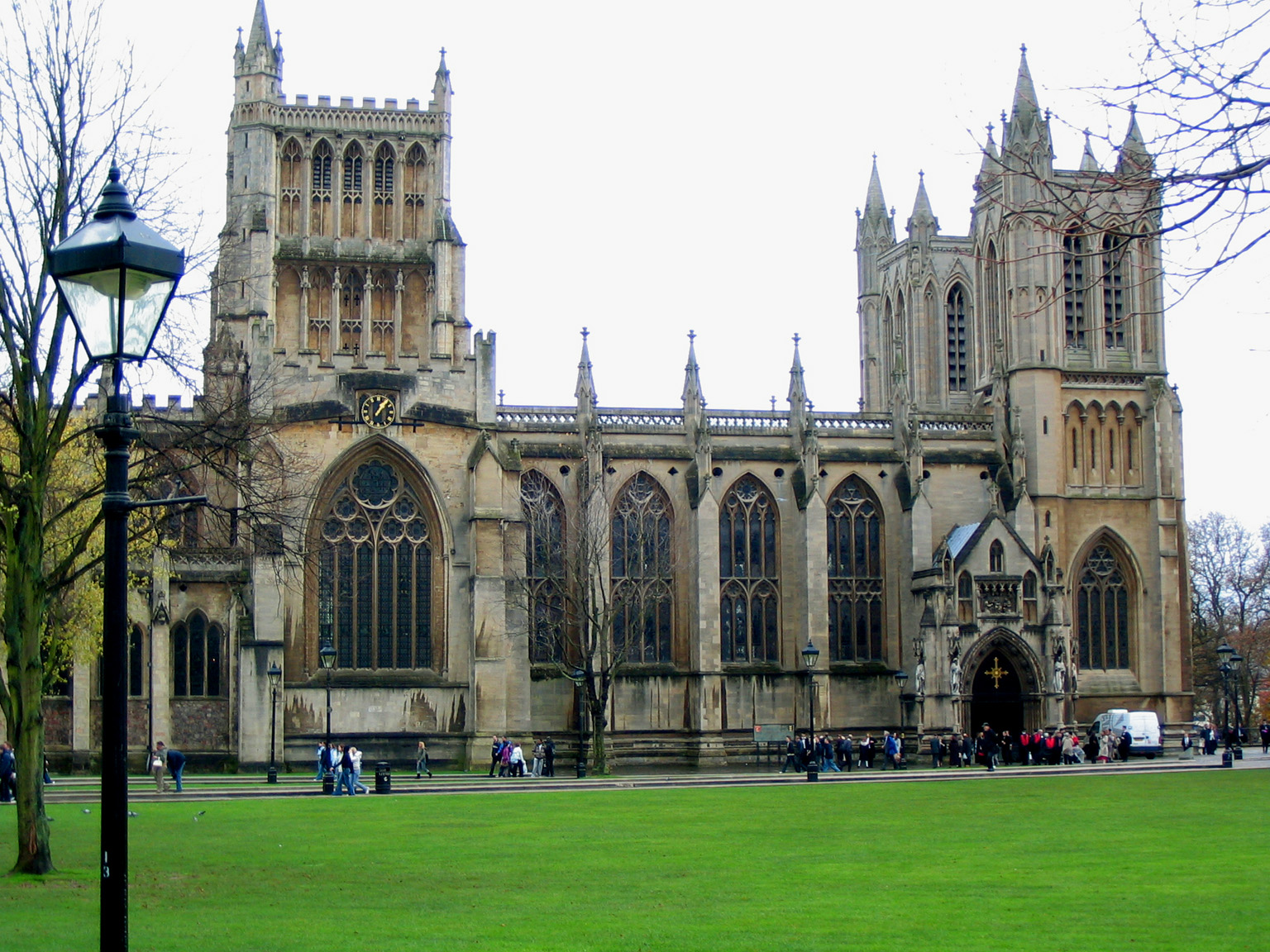
Catedral de Bristol, obra de George Edmund Street

George Edmund Street (Woodford, Essex, 1824 - Londres, 1881) fou un arquitecte anglès d'estil neogòtic. És conegut per haver dissenyat edificis com la Catedral de Bristol o el Palau de Justícia de Londres. A les seves obres es pot observar la influència de l'arquitectura gòtica, de la que era bon coneixedor i en va publicar diversos estudis.

## Biografia
Fou el tercer fill de Thomas Street, advocat, amb la seva segona esposa, Mary Anne Millington. George començar l'escola a Mitcham el 1830, i més tard es va col·legiar a l'escola Camberwell, que va deixar el 1839. Durant uns mesos va treballar en el negoci del seu pare a Philpot Lane, però quan aquest va morir se'n va anar a viure amb la seva mare i la seva germana a Exeter. Allà va començar a interessar-se per l'arquitectura, i el 1841 la seva mare li va aconseguir una plaça com a aprenent al despatx de Sir Owen Carter a Winchester. Posteriorment va treballar durant sota les ordres de Sir George Gilbert Scott a Londres.
Street va ser elegit soci de la Royal Academy el 1866, i membre el 1871. També va ser president del Royal Institute of British Architects. Va ser membre de l'Acadèmia Austríaca de Ciències i el 1878, en recompensa pels dibuixos enviats a l'Exposició de París, va ser nomenat cavaller de la Legió d'Honor.
Street es va casar en dues ocasions, primer el 17 de juny de 1852 amb Mariquita, la segona filla de Robert Proctor, que va morir el 1874, i en segon lloc l'11 de gener de 1876 amb Jessie, segona filla de William Holland, qui va morir en el mateix any. L'arquitecte va morir el 18 de desembre de 1881 i va ser enterrat el 29 de desembre de 1881 a la nau de l'Abadia de Westminster.